# Lista siturilor arheologice din județul Bihor - R
Lista siturilor arheologice din județul Bihor - R conține toate siturile arheologice din județul Bihor înscrise în Repertoriul Arheologic Național (RAN) și aflate în localități al căror nume începe cu litera R. RAN este administrat de Ministerul Culturii și Patrimoniului Național și cuprinde date științifice, cartografice, topografice, imagini și planuri, precum și orice alte informații privitoare la zonele cu potențial arheologic, studiate sau nu, încă existente sau dispărute.
Puteți căuta un sit din localitățile care încep cu litera R folosind formularul de mai jos sau puteți naviga prin toate siturile din județ la Lista siturilor arheologice din județul Bihor.
| Cod RAN                                  | Denumire | Localitate                        | Adresă            | Datare                  | Descoperit | Coordonate | Imagine           | Erori            |
| ---------------------------------------- | --- | --------------------------------- | ----------------- | ----------------------- | ---------- | ---------- | ----------------- | ---------------- |
| 31832.02.01                              | Situl arheolohic de la Râpa- Sub pădure / ansamblu anonim (Categorie: locuire civilă) (Tip: Așezare)                | sat Râpa, comuna Tinca            | Sub Pădure        | Starčevo - Criș         |            |            | Încărcați imagine | Raportați eroare |
| 31832.02.02                              | Situl arheolohic de la Râpa- Sub pădure / ansamblu anonim (Categorie: locuire civilă) (Tip: Așezare)                | sat Râpa, comuna Tinca            | Sub Pădure        | sec. VII - VIII         |            |            | Încărcați imagine | Raportați eroare |
| 30657.01.01                              | Așezarea neolitică de la Răbăgani- Izvoarele termale / ansamblu anonim (Categorie: locuire civilă) (Tip: Așezare)   | sat Răbăgani, comuna Răbăgani     | Izvoarele Termale |                         |            |            | Încărcați imagine | Raportați eroare |
| 29136.02.01                              | Așezarea eneolitică de la Roșiori - "Pusta Gepiu" / ansamblu anonim (Categorie: locuire civilă) (Tip: Așezare)      | sat Roșiori, comuna Roșiori       | Pusta Gepiu       |                         |            |            | Încărcați imagine | Raportați eroare |
| 28317.02                                 | Nucleu din obsidian neo-eneolitic de la Roit (Categorie: descoperire izolată) (Tip: obiect izolat)                  | sat Roit, comuna Sănnicolau Romăn |                   |                         |            |            | Încărcați imagine | Raportați eroare |
| 28166.01.01                              | Așezarea daco-romană de la Rohani - Peste Criș / ansamblu anonim (Categorie: locuire) (Tip: Așezare)                | sat Rohani, comuna Căpâlna        | Peste Criș        | dacilor liberi sec. III |            |            | Încărcați imagine | Raportați eroare |
| 31832.01.02 (Cod LMI: BH-I-m-B-00991.02) | Situl arheologic de la Râpa - "Dealul Morilor" / ansamblu anonim (Categorie: locuire civilă) (Tip: Așezare)         | sat Râpa, comuna Tinca            | Dealul Morilor    | sec. II - IV            |            |            | Încărcați imagine | Raportați eroare |
| 31832.01.04 (Cod LMI: BH-I-m-B-00991.01) | Situl arheologic de la Râpa - "Dealul Morilor" / ansamblu anonim (Categorie: locuire civilă) (Tip: Așezare)         | sat Râpa, comuna Tinca            | Dealul Morilor    | sec. VIII-X             |            |            | Încărcați imagine | Raportați eroare |
| 31832.01.03 (Cod LMI: BH-I-s-B-00991)    | Situl arheologic de la Râpa - "Dealul Morilor" / ansamblu anonim (Categorie: locuire civilă) (Tip: Așezare)         | sat Râpa, comuna Tinca            | Dealul Morilor    | Coțofeni                |            |            | Încărcați imagine | Raportați eroare |
| 31832.01.01 (Cod LMI: BH-I-s-B-00991)    | Situl arheologic de la Râpa - "Dealul Morilor" / ansamblu anonim (Categorie: locuire civilă) (Tip: Așezare)         | sat Râpa, comuna Tinca            | Dealul Morilor    |                         |            |            | Încărcați imagine | Raportați eroare |
| 29136.01.01 (Cod LMI: BH-I-m-B-00993.01) | Situl arheologic de la Roșiori - "La Sere" / ansamblu anonim (Categorie: locuire civilă) (Tip: Așezare fortificată) | sat Roșiori, comuna Roșiori       | La Sere           | Otomani - II-III        |            |            | Încărcați imagine | Raportați eroare |
| 29136.01.02 (Cod LMI: BH-I-m-B-00993.02) | Situl arheologic de la Roșiori - "La Sere" / ansamblu anonim (Categorie: locuire civilă) (Tip: Necropolă)           | sat Roșiori, comuna Roșiori       | La Sere           | Otomani - II-III        |            |            | Încărcați imagine | Raportați eroare |